# Christian Fischer
Pour les articles homonymes, voir Fischer.
Christian Fischer (né le 15 avril 1997 à Chicago dans l'État d'Illinois aux États-Unis) est un joueur professionnel américain de hockey sur glace. Il évolue au poste d'ailier droit.

## Biographie
Repêché par les Coyotes de l'Arizona au 32e rang au deuxième tour du repêchage d'entrée dans la LNH 2015, il rejoint les rangs juniors canadiens en s'alignant pour les Spitfires de Windsor lors de la saison 2015-2016, saison où il compile 90 points, dont 40 buts, en 66 parties. 
Il devient professionnel vers la fin de cette même saison en jouant pour les Falcons de Springfield, équipe affiliée aux Coyotes dans la LAH. La saison suivante, il fait ses débuts dans la LNH et joue 7 parties avec les Coyotes durant cette saison, marquant en plus 3 buts.

## Statistiques

### En club
| Saison     | Équipe                         | Ligue      |     | Saison régulière | Saison régulière | Saison régulière | Saison régulière | Saison régulière |   | Séries éliminatoires | Séries éliminatoires | Séries éliminatoires | Séries éliminatoires | Séries éliminatoires |
| Saison     | Équipe                         | Ligue      | PJ  | B                | A                | Pts              | Pun              | PJ               | B | A                    | Pts                  | Pun                  |                      |                      |
| 2013-2014  | U.S. National Development Team | USHL       | 34  | 11               | 12               | 23               | 6                | -                | - | -                    | -                    | -                    |                      |                      |
| 2014-2015  | U.S. National Development Team | USHL       | 25  | 15               | 15               | 30               | 10               | -                | - | -                    | -                    | -                    |                      |                      |
| 2015-2016  | Spitfires de Windsor           | LHO        | 66  | 40               | 50               | 90               | 34               | 5                | 1 | 2                    | 3                    | 0                    |                      |                      |
| 2015-2016  | Falcons de Springfield         | LAH        | 6   | 2                | 1                | 3                | 0                | -                | - | -                    | -                    | -                    |                      |                      |
| 2016-2017  | Roadrunners de Tucson          | LAH        | 57  | 20               | 27               | 47               | 28               | -                | - | -                    | -                    | -                    |                      |                      |
| 2016-2017  | Coyotes de l'Arizona           | LNH        | 7   | 3                | 0                | 3                | 0                | -                | - | -                    | -                    | -                    |                      |                      |
| 2017-2018  | Coyotes de l'Arizona           | LNH        | 79  | 15               | 18               | 33               | 14               | -                | - | -                    | -                    | -                    |                      |                      |
| 2018-2019  | Coyotes de l'Arizona           | LNH        | 71  | 11               | 7                | 18               | 27               | -                | - | -                    | -                    | -                    |                      |                      |
| 2019-2020  | Coyotes de l'Arizona           | LNH        | 56  | 6                | 3                | 9                | 16               | 9                | 0 | 1                    | 1                    | 6                    |                      |                      |
| 2020-2021  | Coyotes de l'Arizona           | LNH        | 52  | 3                | 8                | 11               | 6                | -                | - | -                    | -                    | -                    |                      |                      |
| 2021-2022  | Coyotes de l'Arizona           | LNH        | 53  | 5                | 5                | 10               | 14               | -                | - | -                    | -                    | -                    |                      |                      |
| 2022-2023  | Coyotes de l'Arizona           | LNH        | 80  | 13               | 14               | 27               | 20               | -                | - | -                    | -                    | -                    |                      |                      |
| 2023-2024  | Red Wings de Détroit           | LNH        | 79  | 5                | 14               | 19               | 36               | -                | - | -                    | -                    | -                    |                      |                      |
| 2024-2025  | Red Wings de Détroit           | LNH        | 45  | 1                | 6                | 7                | 11               | -                | - | -                    | -                    | -                    |                      |                      |
| 2024-2025  | Blue Jackets de Columbus       | LNH        | 1   | 0                | 0                | 0                | 0                | -                | - | -                    | -                    | -                    |                      |                      |
| Totaux LNH | Totaux LNH                     | Totaux LNH | 523 | 62               | 75               | 137              | 144              | 9                | 0 | 1                    | 1                    | 6                    |                      |                      |

### En équipe nationale
| Année | Équipe         | Compétition                  |   | PJ | B | A | Pts | Pun           |  | Résultat |
| 2015  | États-Unis U18 | Championnat du monde -18 ans | 7 | 1  | 7 | 8 | 0   | Médaille d'or |  |          |